# Aragonés ansotano
El aragonés ansotano o simplemente ansotano es la variedad dialectal del aragonés que se habla en el valle de Ansó, incluidos los municipios de Ansó, Biniés y Fago (en la Jacetania, provincia de Huesca, Aragón, España).

## Historia
En el 1899 y durante la influencia del romanticismo el filólogo francés Jean-Joseph Saroïhandy hizo un estudio sobre el ansotano en específico que quedó en gran parte inédito, aunque tres años antes fue enviado como becario de la École Pratique des Hautes Études por el hispanista Alfred Morel-Fatio a investigar la lengua de la Ribagorza tras leer los artículos de Joaquín Costa sobre los dialectos de la comarca en el Boletín de la Institución Libre de Enseñanza. Durante su estancia anotó que ya en aquellos años el dialecto había sufrido un importante retroceso debido a la influencia del castellano, quedando su uso relegado principalmente a los ancianos y a las mujeres y marcando las poblaciones de Ansó y Hecho como las más importantes en las cuales se hablaba esta lengua.
Tras el fin del siglo XX el siguiente investigador en estudiar el ansotano fue Benito Coll, quien se centró en la recopilación del léxico existente en el valle de Ansó y que aportó información a Saroïhandy tras un encuentro en el 1906 cuando el francés realizaba otro viaje a Aragón para continuar con sus estudios.
Tomás Navarro Tomás también recogió noticias sobre la lengua durante su paso por el valle durante su recorrido desde la frontera navarra hasta Boltaña pensionado por la Junta para Ampliación de Estudios e Investigaciones Científicas y que fueron recogidas en su obra «El perfecto de los verbos en -ar en aragonés antiguo. Observaciones sobre el valor dialectal de los documentos notariales».
La primera encuesta sistemática para recoger datos sobre el dialecto lo hizo Josep Maria de Casacuberta i Roger basándolo en el del Atlas Lingüístic de Catalunya y siendo , que también aplicaría para sus estudios sobre las lenguas habladas en poblaciones como Hecho, Bielsa, Plan, Gistain, Liédena, La Puebla de Híjar y Caspe acompañado por Joan Coromines y por José Vives i Gatell, quien se sirvió de ello para sustentar su tesis sobre las formas dialectales aragonesas en las obras de Juan Fernández de Heredia.
Gerhard Rohlfs inició en el 1926 una intensa tendencia de estudio de las lenguas pirenaicas por parte de filólogos alemanes, influenciado por las obras de Saroïhandy, dedicándose a hacer estudios comparativos entre los dos lados de los pirineos, con el método de "Wörter und Sachen", siguiendo sus pasos Fritz Krüger y su esposa Matilde Neussert visitaron la población y recogieron datos lingüísticos y etnográficos, publicándolos en su obra Die Hochpyrenäen que según Oscar Latás, fue una obra poco valorada por sus contemporáneos.
Durante la guerra civil y la posguerra las investigaciones filológicas extranjeras se ralentizaron notablemente, tomando el relevo los estudiosos nacionales, siendo el primero Antoni Badia i Margarit, que en el 1944 llegó a Ansó para recopilar información para su tesis doctoral y que incluyó en sus clases en la Universidad de Barcelona y que devino en el interés de varios alumnos nacidos en la región en realizar varias tesis doctorales sobre la lexicografía del territorio.

## Pérdida de hablantes
Durante la realización del Atlas Lingüístico de la Península Ibérica de Tomás Navarro Tomás en el 1935 bajo la supervisión de Menéndez Pidal ya hablaba de la pérdida del 50% de hablantes del ansotano respecto a los datos que ya habían sido atestiguados atestiguados por Saroïhandy, el censo oficial del 1981 refería que hasta un 82% de la población de Ansó entendía el ansotano pero que solo un 24,6% lo hablaba continuamente, mientras que en Fago ningún censado lo hablaba si bien el 96% lo entendía, añadiéndose a la pérdida cuantitativa la pérdida cualitativa ya que en las comparaciones entre los materiales recogidos por Saroïhandy en el siglo XIX y María Pilar Benítez Marco a inicios del siglo XXI se puede apreciar la sustitución de algunos rasgos característicos del ansotano por elementos del castellano en especial en lo morfosintáctico.

## Fonética
La -r final no se pronuncia en Ansó pero sí en Fago.
Se mantiene la -d- intervocálica en ciertos casos comunes con el aragonés occidental: odir (oír).

## Morfología
El sistema de artículos más común y mejor documentado en ansotano es el del aragonés general o, os, a, as. Sin embargo, hace poco que se ha documentado el empleo del sistema más antiguo lo, los, la, las, como en cheso en determinados contextos:
- fendo lo fatuo
- le'n diremos a la ermana

El verbo haber como impersonal en (b)i ha, (b)i eba del aragonés general es sustituido por estar:
- bi está agua
- bi estaba agua

Existe una desinencia personal de primera persona -i en los pasados imperfectos de indicativo y subjuntivo y en los condicionales:
- yo febai
- yo tenebai

Es la única variedad del aragonés actual que conserva esta característica, (se cree que el chistabino febe, tenebe es una evolución de AI > e), pero lo más notable es que lo encontramos en el castellano de sustrato aragonés de Embún, Salvatierra de Esca,
Longás y Uncastillo, Luesia y Malpica de Arba y en el castellano del noreste navarro se empleaba también (teníai), por eso podría ser una característica del romance navarro medieval, perdido del todo.

## Léxico
La palabra monín, monina es diminutivo de mono y significa bonito, hermoso, y coincide con el vocativo que se usa en el Bajo Martín coexistiendo con maño, sobre todo en la afirmación si monín.